# Mercier–Hochelaga-Maisonneuve
Mercier–Hochelaga-Maisonneuve ist eines von 19 Arrondissements (Stadtbezirken) der Stadt Montreal in der kanadischen Provinz Québec. Im Jahr 2011 zählte der 13,7 km² große Stadtbezirk 131.483 Einwohner.

## Geographie
Mercier–Hochelaga-Maisonneuve liegt im Nordosten der Île de Montréal am Ufer des Sankt-Lorenz-Stroms. Der Bezirk setzt sich zusammen aus den Stadtteilen Hochelaga-Maisonneuve im Süden, Mercier-Ouest in der Mitte und Mercier-Est (auch Tétreaultville genannt) im Norden. Insbesondere der mittlere Teil wird geprägt von Industriezonen und den Anlagen des Montrealer Hafens.
Benachbarte Arrondissements der Stadt Montreal sind Anjou im Westen, Saint-Léonard und Rosemont–La Petite-Patrie im Westen, Le Plateau-Mont-Royal im Südwesten und Ville-Marie im Süden. Der Bezirk grenzt im Norden an die eigenständige Gemeinde Montréal-Est.

## Geschichte
Der Name des Bezirks erinnert an Honoré Mercier (Premierminister der Provinz Québec von 1897 bis 1901), an das indianische Dorf Hochelaga (1535 durch Jacques Cartier entdeckt) und an Paul Chomedey de Maisonneuve, der 1642 die Stadt Montreal gegründet hatte.
Das Gebiet ist seit dem frühen 18. Jahrhundert besiedelt. Die 1719 eingerichtete Pfarrei Saint-François-d'Assise-de-la-Longue-Pointe gehört zu den ältesten auf der Insel. 1845 folgte die Gründung der selbstverwalteten Gemeinde Longue-Pointe, die als Folge der zunehmenden Verstädterung sukzessive verkleinert wurde. Hochelaga, das am nächsten zur Innenstadt liegt, war ab 1875 eine eigenständige Gemeinde. Die Industrialisierung sorgte für einen Wachstumsschub, weshalb sie 1883 den Stadtstatus erhielt. Doch bereits im selben Jahr war Hochelaga die erste Gemeinde, die mit Montreal fusioniert wurde. Grund dafür waren fehlende Finanzmittel für die Bereitstellung der notwendigen Infrastruktur.
Einige Grundstücksbesitzer waren mit dieser Fusion nicht einverstanden, erwarben einen ländlich gebliebenen Teil von Hochelaga und erwirkten 1883 die Gründung der Gemeinde Maisonneuve. Die Verkleinerung von Longue-Pointe setzte sich fort. 1898 wurde Beaurivage-de-la-Longue-Pointe gegründet und 1907 schließlich Tétreaultville. Letztere existierte nur drei Jahre lang, ebenfalls 1910 wurden auch Beaurivage und Longue-Pointe nach Montreal eingemeindet. Den Abschluss bildete 1918 die Eingemeindung von Maisonneuve.
Der Bezirk ist bis heute von Arbeitervierteln geprägt. Zahlreiche Betriebsschließungen in den 1980er Jahren führen zu einer markanten Zunahme von Arbeitslosigkeit, Armut und Kriminalität. Zwar setzte nach 2000 ein Revitalisierungsprozess ein, doch leidet der Bezirk nach wie vor unter einem schlechten Ruf.

## Bevölkerung

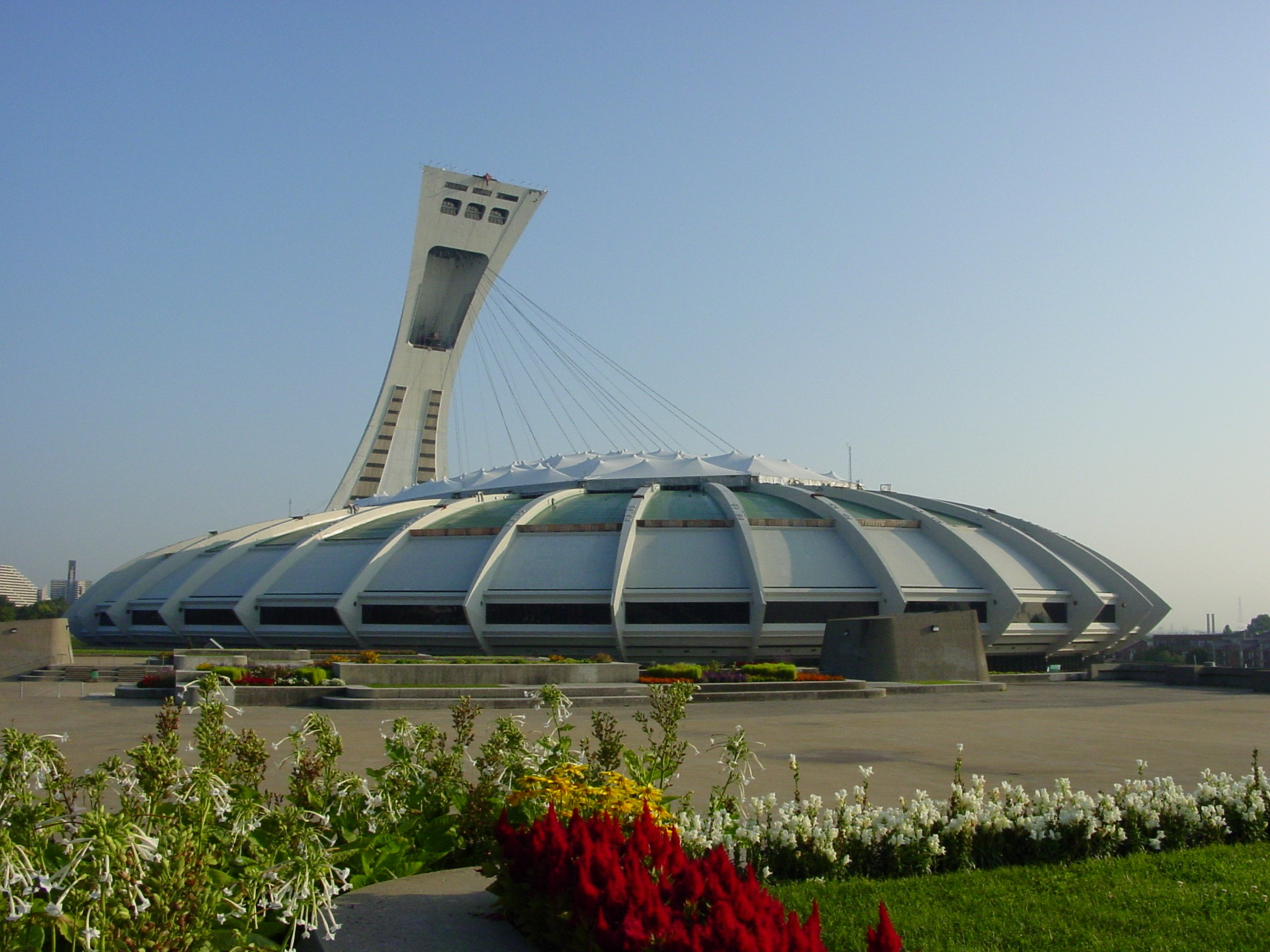
Olympiastadion

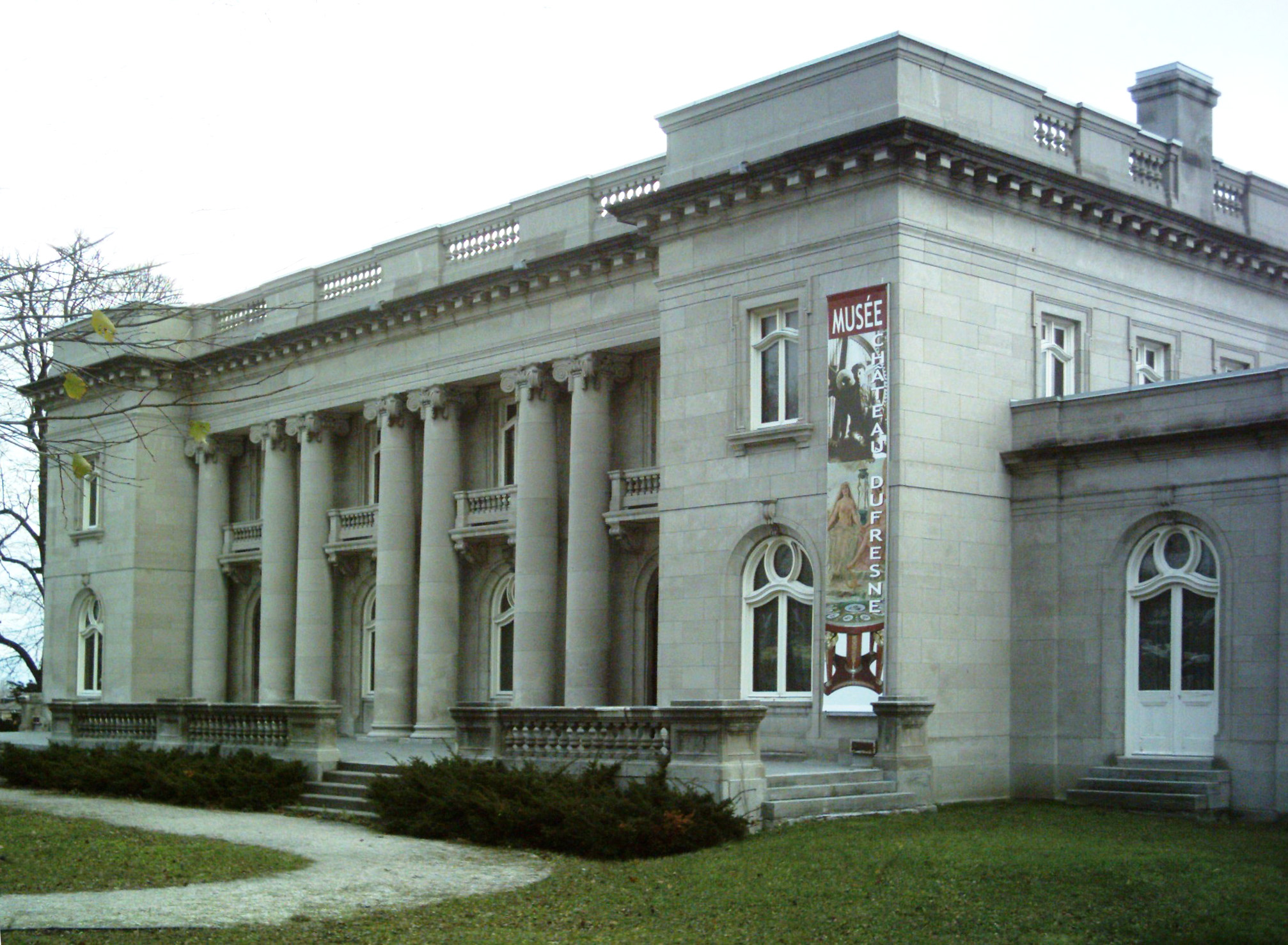
Château Dufresne

Gemäß der Volkszählung 2011 zählte Mercier–Hochelaga-Maisonneuve 131.483 Einwohner, was einer Bevölkerungsdichte von 5176 Einwohnern/km² entspricht. Von den Befragten gaben 78,6 % Französisch und 3,4 % Englisch als Muttersprache an. Weitere bedeutende Sprachen sind unter anderem Spanisch (3,6 %), Arabisch (2,6 %), Italienisch (2,2 %), Chinesisch (1,7 %) und Portugiesisch (1,3 %). Somit hat dieser Bezirk den höchsten Anteil an Französischsprachigen.

## Sehenswürdigkeiten
- Olympiapark mit Olympiastadion und Stade Saputo
- Château Dufresne
- Promenade Bellerive
- Marché Maisonneuve
- Caserne Letourneux
- Kirche Le Très-Saint-Nom-de-Jésus
- Kirche Nativité-de-la-Sainte-Vierge-d’Hochelaga